# 斯勒雷特岩
73°43′S 4°17′W / 73.717°S 4.283°W
斯勒雷特岩，是南極洲的岩石，位於毛德皇后地的瑪塔公主海岸，處於恩登角以南9公里，挪威製圖師根據探險隊的測量和拍攝的空中照片繪入地圖，現時由南極條約體系管理。